# HTC Titan (Windows Phone)
HTC Titan，又称为HTC Eternity或HTC Pururot，是宏达电设计制造的一款运行Windows Phone 7.5（Mango）的智能手机。